# Adélaïde (Australie)
Pour les articles homonymes, voir Adélaïde.
Adélaïde (/a.de.la.id/  ; en anglais : Adelaide /ˈædəleɪd/ ) est la capitale de l'Australie-Méridionale. Avec une agglomération de 1 304 600 habitants en 2014, elle est la cinquième ville d'Australie. C'est une ville côtière située dans le Sud de l'île-continent, en bordure de la Grande Baie  australienne, sur la rive du golfe Saint-Vincent, dans les plaines d'Adélaïde, au nord de la péninsule Fleurieu et à l'ouest de la chaîne du Mont-Lofty qui culmine à 727 mètres.
La ville doit son nom à la reine Adélaïde, la reine consort épouse du roi Guillaume IV et elle fut créée en 1836 pour n'accueillir, à la différence des autres colonies australiennes, que des Britanniques libres. Selon la légende, on dit que c'est le colonel William Light, un des fondateurs de la ville, qui en conçut les plans et en choisit l'emplacement près du fleuve Torrens. Suivant les conceptions de William Penn, Light élabora les plans d'une ville selon un maillage carré avec de larges boulevards et de grands parcs publics, le tout entouré de vastes espaces verts. Ayant pratiqué très tôt la liberté religieuse, la ville porte aujourd'hui le nom de « Ville des églises ». Adélaïde est surtout réputée pour ses nombreux festivals, ses équipes sportives et ses vins.
Capitale de l'État, la ville abrite le siège du gouvernement de l'Australie-Méridionale et de nombreux centres commerciaux mais aussi beaucoup d'institutions gouvernementales et financières. La plupart d'entre elles se retrouvent au centre-ville et notamment dans les environs du boulevard de North Terrace et de la rue du roi Guillaume IV.

## Histoire

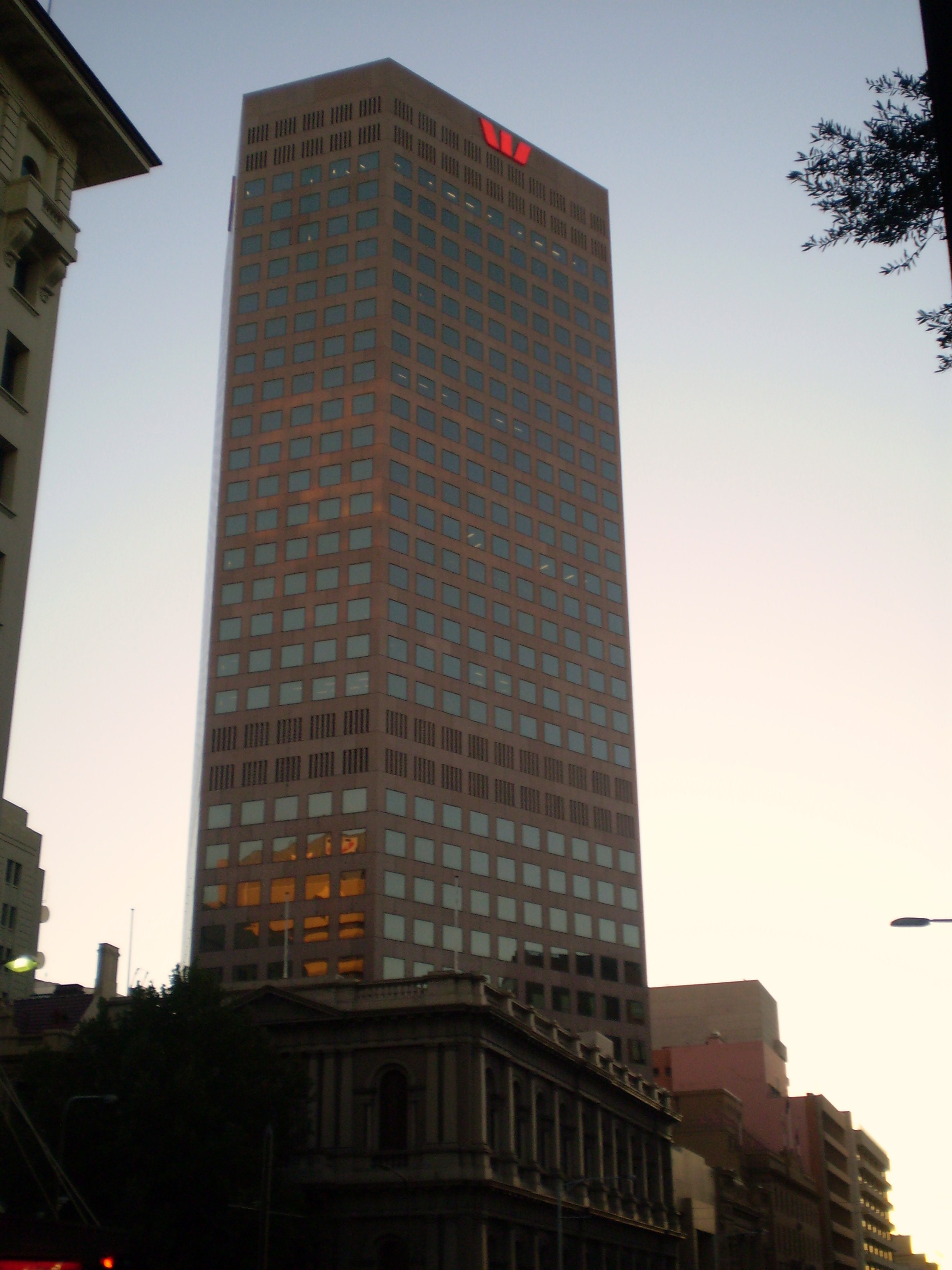
Le plus grand immeuble d'Adélaïde : Westpac House.

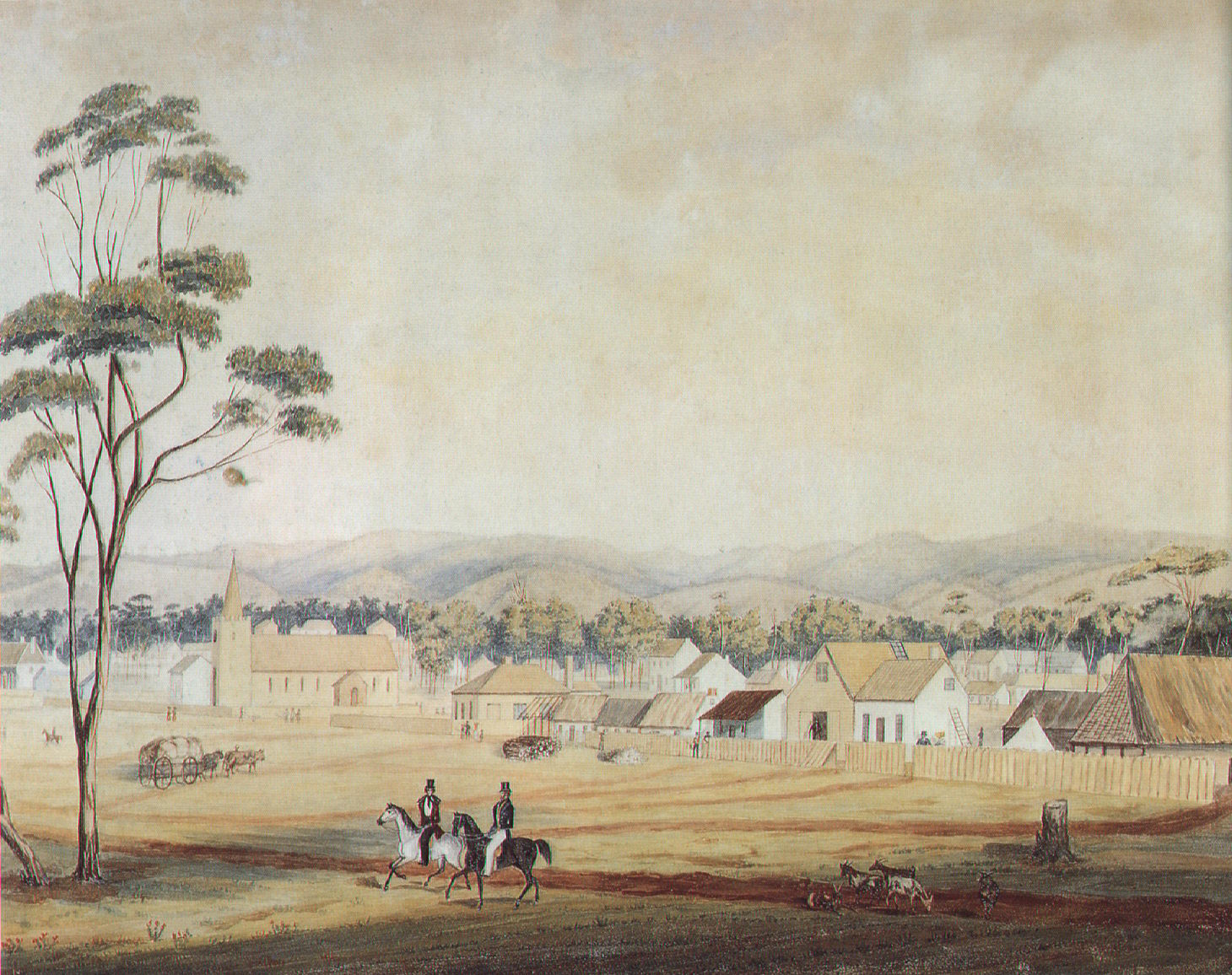
Adélaïde en 1839.

### Origines
Avant l'arrivée des Britanniques, la région d'Adélaïde était habitée par les aborigènes Kaurnas. Outre les plaines d'Adélaïde, les Kaurnas habitaient les régions environnantes depuis Cape Jervis au sud jusqu'à Port Wakefield au nord. Parmi les habitudes de cette tribu figuraient la pratique des brûlis dans les collines d'Adélaïde comme purent le constater les premiers Européens avant de les refouler pour s'installer à leur place. En 1852 (date du premier recensement), il y avait encore 650 Kaurnas habitant la région ; leur nombre décroissait régulièrement. Pendant les mois d'hiver, ils se réfugiaient dans les collines où ils trouvaient de meilleurs abris et du bois pour se chauffer,.

### XIXesiècle
L'Australie-Méridionale fut officiellement créée comme colonie britannique le 28 décembre 1836, près de The Old Gum Tree situé maintenant dans le quartier de Glenelg Nord. Ce jour est maintenant commémoré et connu sous le nom de Proclamation Day en Australie-Méridionale. Le site de la ville fut topographié et cartographié par le colonel William Light (le premier topographe en chef du pays) bien que les plans détaillés de la ville soient l'œuvre de l'architecte George Strickland Kingston. Light a fait ses plans de la ville en se basant sur la ville sicilienne de Catane avec ses deux grandes rues perpendiculaires, l'une orientée nord-sud, l'autre est-ouest, chacune d'environ 1,5 kilomètre de long et ce choix ne fut pas accepté sans opposition. Il sélectionna un site sur un terrain en pente près de la « River Torrens » qui devint la principale source d'eau de la ville et cela a permis à la ville de croître et prospérer sans avoir à faire de modifications importantes sur ces plans initiaux.
Adélaïde fut dès le départ une colonie sans forçats, une ville d'hommes libres avec une liberté religieuse et civile basée sur les idées d'Edward Gibbon Wakefield. Wakefield pouvait savoir ce qu'il se passait dans la colonie australienne[réf. non conforme] alors qu'il était en prison à Londres pour une tentative d'enlèvement et il comprit très vite que les colonies de l'Est de l'Australie souffraient d'un manque de terre à distribuer dû à une distribution trop généreuse à tous les nouveaux arrivants. L'idée maîtresse de Wakefield était que le gouvernement devait contrôler les terres et ne les vendre que si le prix des terrains à vendre se situait à un niveau assez haut pour le rendre inabordable aux ouvriers agricoles et aux journaliers. L'argent recueilli par la vente des terres était utilisé pour faire venir des émigrants travailleurs qui devaient travailler dur pour les colons déjà installés avant de pouvoir acquérir une propriété. Le résultat de cette politique fut qu'Adélaïde n'eut pas à employer des bagnards, contrairement aux autres capitales coloniales australiennes, Sydney, Perth, Brisbane et Hobart.

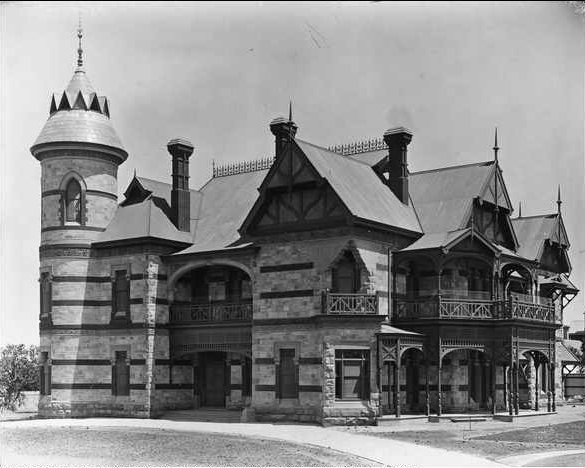
La maison Carclew en 1897.

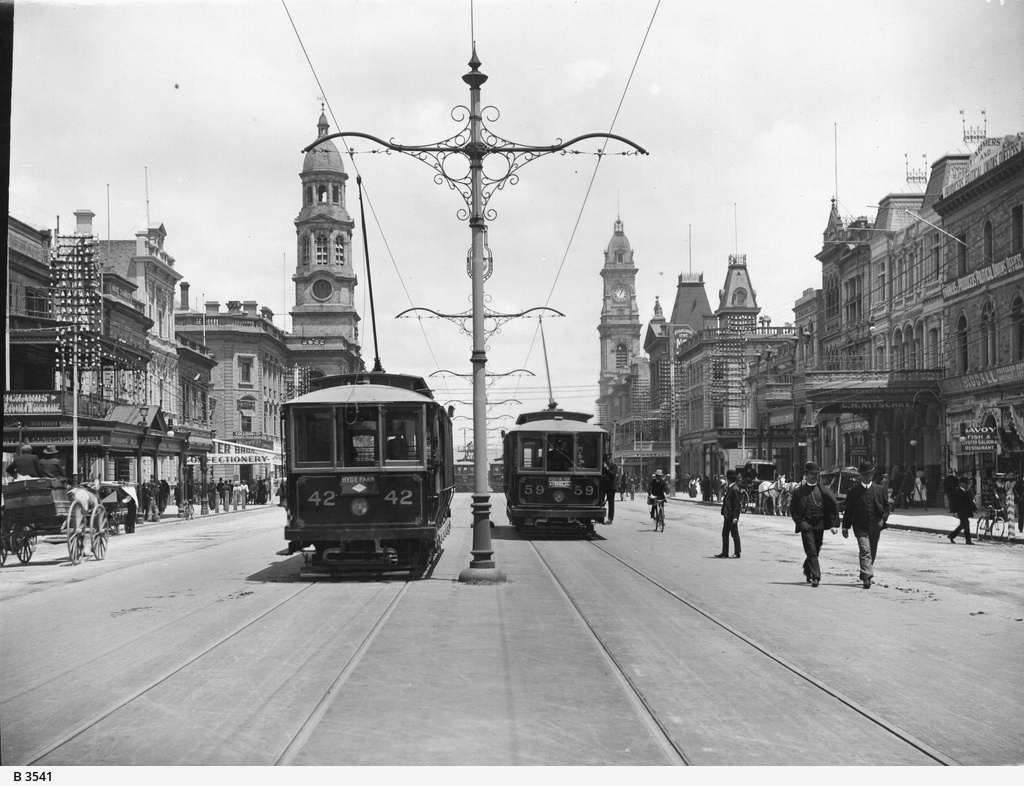
Rue King William en 1909.

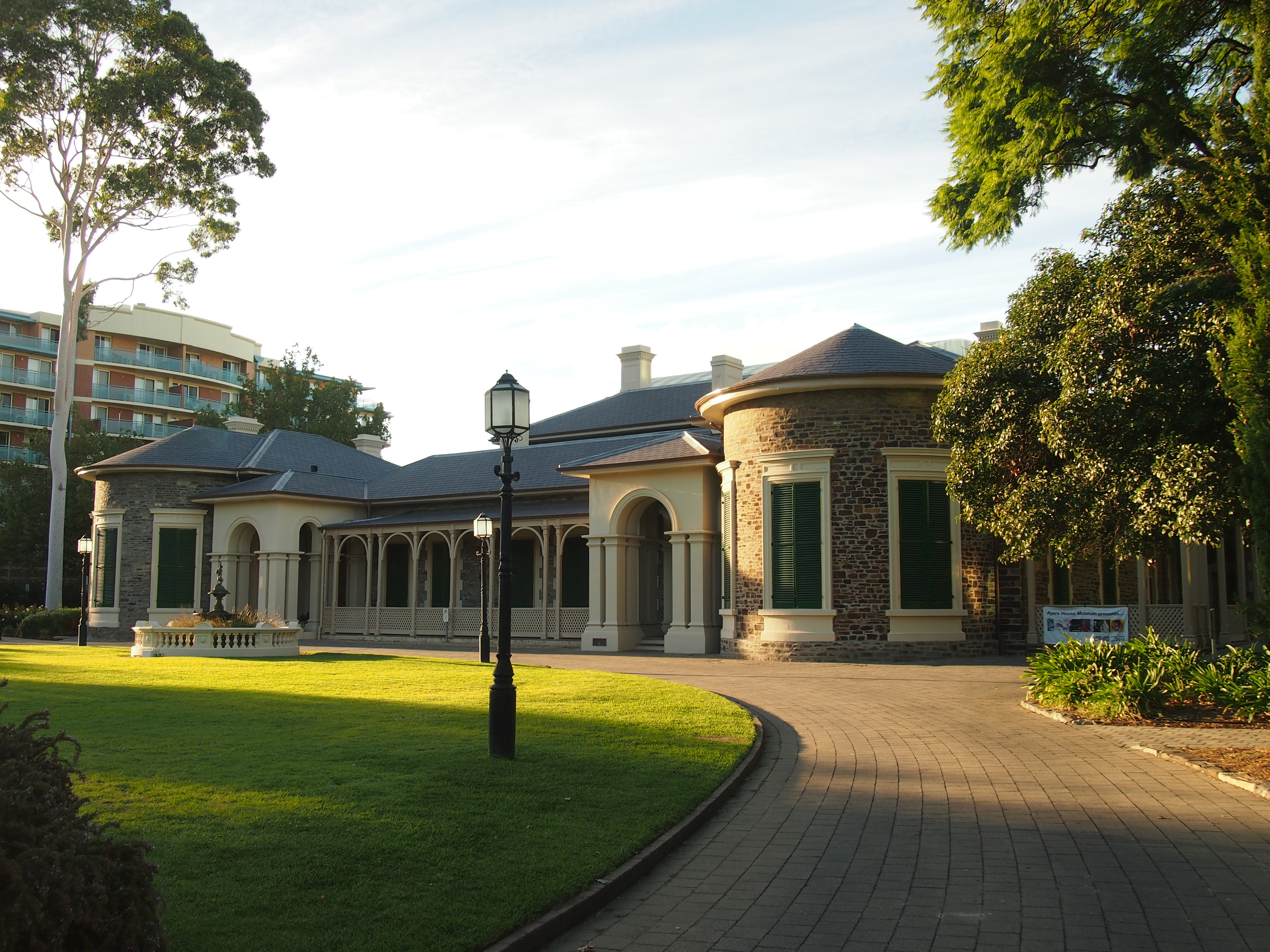
Ayre's House.

Le début de l'histoire d'Adélaïde fut marquée par une incertitude économique et une direction incompétente. Le premier gouverneur de l'Australie-Méridionale, John Hindmarsh, se heurta souvent aux autres responsables de l'État notamment avec le responsable de la sécurité, James Hurtle Fisher. La région entourant la ville d'Adélaïde fut cadastrée pour préparer la mise en vente de 405 km2 de terres. L'économie de la région commença à décoller avec l'arrivée des premiers troupeaux de bétail en provenance de Nouvelle-Galles du Sud et de Tasmanie. Le commerce de la laine prit très rapidement une place importante. Les relevés cadastraux étaient achevés à ce moment-là et les terrains furent rapidement mis en vente pour les premiers colons. Des fermes céréalières s'installèrent d'Encounter Bay au sud à Clare au nord en 1860. George Gawler succéda à Hindmarsh à la fin de 1838 et très rapidement commencèrent la construction de la résidence du gouverneur, celle de la prison, des bâtiments de police, d'un hôpital, un poste de douanes et un quai de débarquement à Port Adélaïde. En plus, furent aussi construits pendant cette période de gouvernement par Gawler des logements pour les officiels et les missionnaires, des commissariats de police. Adélaïde devint progressivement auto-suffisante mais la ville se trouvait fortement endettée avec tous ces travaux et tout reposait sur les cautions de Londres. Gawler fut rappelé et remplacé par George Edward Grey en 1841. Grey coupa dans les dépenses publiques malgré une forte opposition locale mais cette décision eut peu de conséquences à ce moment-là : on avait découvert des mines d'argent à Glen Osmond cette même année et d'autres mines furent découvertes un peu partout, l'agriculture était lancée et la ville exportait de la viande, de la laine, du vin, des fruits, des céréales ; de sorte que la ville était en pleine croissance lorsque Grey quitta son poste en 1845 alors que, en 1842, un tiers des maisons de la ville était abandonné.
Le commerce avec le reste des États australiens put se développer lorsqu'un habitant d'Adélaïde, Francis Cadell, montra qu'on pouvait naviguer sur le fleuve Murray.
L'Australie-Méridionale devint une colonie autonome en 1856 avec la ratification d'une nouvelle constitution par le Parlement britannique. Le vote à bulletin secret fut introduit et un parlement à deux chambres fut élu le 9 mars 1857, alors que la colonie avait 109 917 habitants.
En 1860 le réservoir d'eau du parc Thorndon fut mis en service, permettant à la ville d'avoir une autre source d'eau que les eaux troubles du Torrens. En 1867 commença l'éclairage des rues au gaz, l'université d'Adélaïde fut créée en 1874, le Musée national d'Australie-Méridionale ouvrit en 1881 et le réservoir de la « Happy Valley » fut mis en service en 1896. Dans les années 1890, l'Australie fut affectée par une sévère dépression économique mettant fin à une période de développement tumultueuse. Des institutions financières de Melbourne et des banques de Sydney fermèrent. Le taux de croissance chuta et l'immigration diminua fortement. Les exportations diminuèrent de près de moitié en valeur. La sécheresse de 1884 et les mauvaises récoltes qui s'ensuivirent aggravèrent les problèmes au point que certaines familles quittèrent l'Australie-Occidentale. Adélaïde ne fut pas autant frappée que Sydney ou Melbourne et la découverte d'argent et de plomb à Broken Hill en Nouvelle-Galles du Sud, à la frontière de l'Australie-Méridionale, permit d'atténuer la crise. Il n'y eut qu'une année déficitaire mais le prix à payer fut la réduction des dépenses et des investissements publics. Seules l'industrie viticole et la production de cuivre ne souffrirent pas du déclin.

### XXesiècle
L'éclairage des rues à l'électricité est mis en service en 1900 et les tramways électriques transportent leurs premiers passagers en 1909. Pendant la Première Guerre mondiale, 28 000 hommes partent au front. Adélaïde profite de l'essor économique de l'après guerre, mais avec le retour de la sécheresse et l'arrivée de la Grande Dépression, Adélaïde connaît un passage à vide dans les années 1930, avant de retrouver la prospérité sous la direction d'un gouvernement dynamique[réf. nécessaire]. Le développement des industries de transformation réduit la dépendance de l'État vis-à-vis des secteurs primaires. Le recensement de 1933 dénombre 580 949 habitants[réf. nécessaire] dans l'État, ce qui donne une croissance plus faible que les autres États mais adaptée aux limitations économiques de l'Australie Méridionale [Lesquelles ?]. La Seconde Guerre mondiale provoque un déclic économique et permet la diversification de l'économie de la ville sous le gouvernement de Thomas Playford qui sait mettre en valeur la moins grande vulnérabilité de la ville aux attaques étrangères pour pouvoir fabriquer en sécurité les produits dont le pays avait besoin[réf. nécessaire]. 70 000 hommes et femmes sont embauchés et la construction navale prend de l'essor dans le port voisin de Whyalla.
Le gouvernement de l'État sait profiter de l'expérience acquise pour développer les industries de transformation comme General Motors, Holden et Chrysler (maintenant Mitsubishi Motors Australia Limited) dont les usines se sont installées aux abords de la ville permettant d'achever la transformation d'Adélaïde d'un grand centre agricole en une ville industrielle moderne. Depuis 1954, une conduite d'eau souterraine prend de l'eau du Murray à Mannum pour alimenter Adélaïde et un aéroport international a été mis en service à West Beach en 1955. Un plan d'immigration permet de faire entrer 215 000 immigrants de toute nationalité dans l'État entre 1947 et 1973. Dans les années 1970, le gouvernement Dunstan envisage de faire de la ville un vaste centre culturel et entreprend un grand programme de réformes économiques. La ville organise le grand prix d'Australie de Formule 1 entre 1985 et 1996 sur un circuit urbain dans les parcs de l'est de la ville, avant que ce prix ne soit couru à Melbourne. En 1992, la faillite de la banque d'État, la State Bank of South Australia plonge la ville et tout le pays dans une période de récession économique dont les effets durent jusqu'en 2004, quand l'agence Standard & Poor's remet le pays dans les clients solvables[réf. nécessaire].

## Géographie

### Site
Adélaïde est située au nord de la péninsule Fleurieu, dans les plaines d'Adélaïde entre le golfe Saint Vincent et les collines de la chaîne du Mont-Lofty. La ville s'étire sur 20 km d'est en ouest depuis la côte jusqu'aux premières collines et sur 90 km de Gawler à son extrémité nord jusqu'à Sellicks Beach au sud. Selon le bureau australien des statistiques, la métropole a une superficie de 870 km2 et une altitude moyenne de 50 mètres. Le mont Lofty situé dans les collines à l'est de la ville en est le point culminant avec ses 727 mètres.
La plus grande partie de la ville était couverte de bush avant l'arrivée des Européens en dehors des marais de la région côtière. À l'heure actuelle, cette végétation a pratiquement disparu et on doit aller la rechercher dans des parcs comme le parc de conservation Cleland et le parc national Belair. La ville a quelques petits cours d'eau dont les deux plus importants sont le Torrens et l'Onkaparinga. Adélaïde compte sur ses nombreux réservoirs comme ceux du Mont Bold et de l'Happy Valley qui fournissent à eux seuls environ 50 % de l'alimentation en eau de la ville.

### Climat
Adélaïde a un climat méditerranéen ce qui veut dire que la plupart des pluies tombent en hiver. De toutes les capitales australiennes, Adélaïde est celle qui a la plus faible pluviosité. Les pluies sont imprévisibles, de faible abondance et rares pendant tout l'été. Au contraire, l'hiver a des précipitations plus marquées avec le mois de juin qui est le plus pluvieux de l'année avec 83,1 mm de pluie. Les gelées sont rares avec les plus célèbres en juillet 1908 et juillet 1982. Généralement, il n'y a pas de chutes de neige sauf sur le mont Lofty et quelques autres endroits dans les collines environnantes. On peut parfois relever des températures extrêmes en été (au-delà des 40 °C), notamment le 16 janvier 2014 où on a enregistré un record de 44 °C. En janvier 2019, la température est montée jusqu'à 49,5 °C.

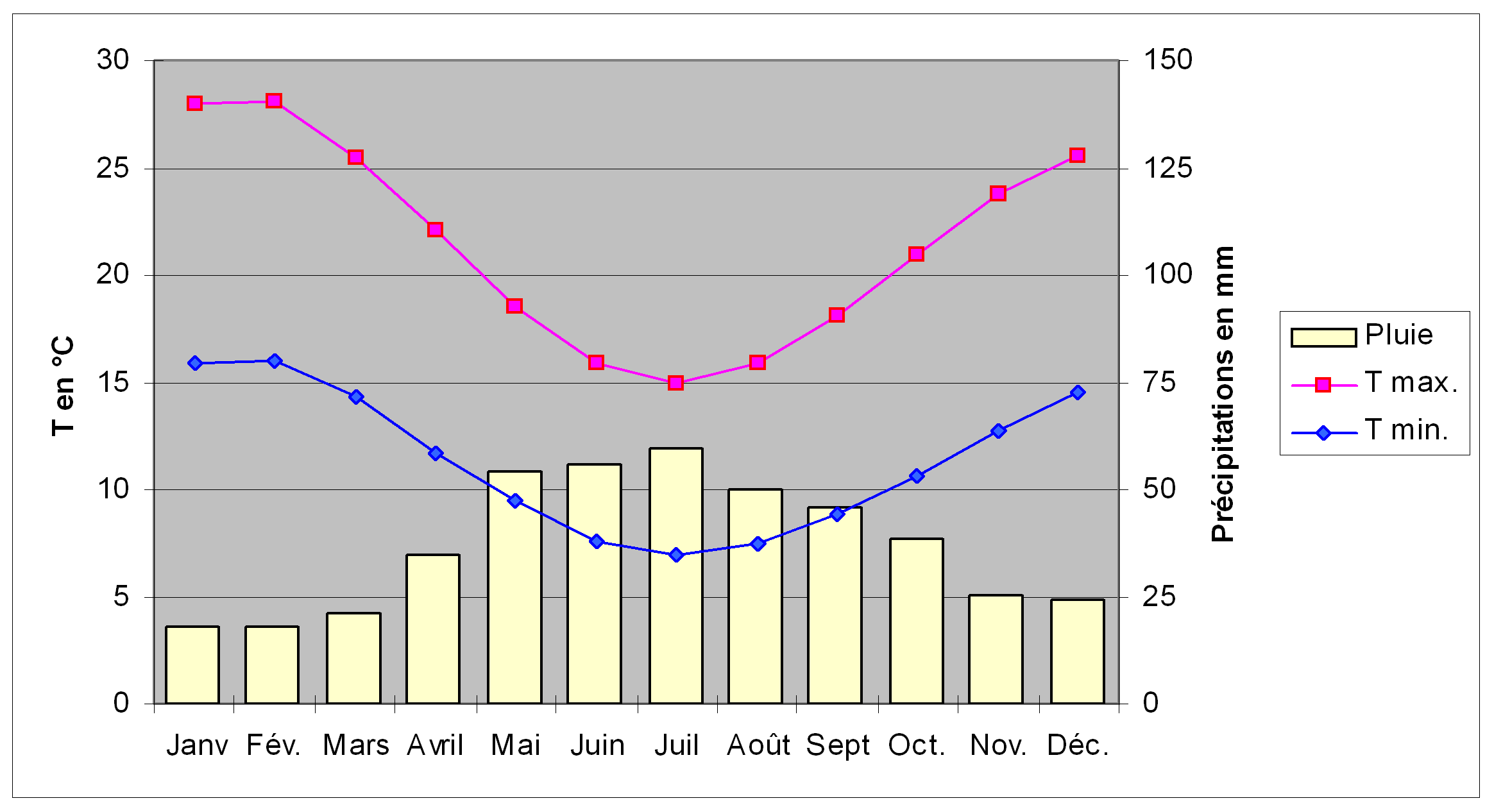
Thermométrie et pluviométrie à Adélaïde, source : Bureau of Meteorology.

| Mois                                | jan.  | fév.  | mars  | avril | mai   | juin | jui.  | août | sep. | oct.  | nov. | déc.  | année   |
| ----------------------------------- | ----- | ----- | ----- | ----- | ----- | ---- | ----- | ---- | ---- | ----- | ---- | ----- | ------- |
| Température minimale moyenne (°C)   | 17,6  | 17,5  | 15,3  | 12,7  | 10,2  | 8,3  | 7,7   | 8,1  | 9,9  | 11,7  | 14,1 | 15,8  | 12,4    |
| Température moyenne (°C)            | 23,8  | 23,6  | 21    | 17,9  | 14,6  | 12,3 | 11,7  | 12,4 | 14,6 | 17,1  | 19,8 | 21,7  | 17,5    |
| Température maximale moyenne (°C)   | 30    | 29,7  | 26,6  | 23    | 19    | 16,2 | 15,6  | 16,7 | 19,3 | 22,5  | 25,4 | 27,6  | 22,6    |
| Record de froid (°C)                | 9,2   | 9,5   | 7,2   | 4,3   | 1,5   | −0,4 | 0,4   | 0,9  | 2,6  | 4,7   | 5,3  | 7,9   | −0,4    |
| Record de chaleur (°C)              | 47,7  | 44,7  | 42,2  | 36,9  | 31,1  | 25,4 | 23,1  | 30,4 | 34,3 | 39    | 43   | 45,2  | 47,7    |
| Ensoleillement (h)                  | 325,5 | 285,3 | 266,6 | 219   | 167,4 | 138  | 148,8 | 186  | 204  | 257,3 | 273  | 294,5 | 2 765,4 |
| Précipitations (mm)                 | 21,2  | 20    | 24,9  | 37,6  | 59,3  | 77,7 | 71,1  | 66,9 | 59,6 | 40    | 31   | 28,3  | 536,5   |
| Nombre de jours avec précipitations | 4,7   | 3,7   | 5,9   | 8,2   | 12,7  | 14,6 | 16,3  | 16,2 | 13,5 | 9,9   | 8,3  | 7,2   | 121,2   |
| Humidité relative (%)               | 36    | 36    | 40    | 45    | 55    | 61   | 59    | 54   | 50   | 44    | 40   | 38    | 47      |

## Gouvernement

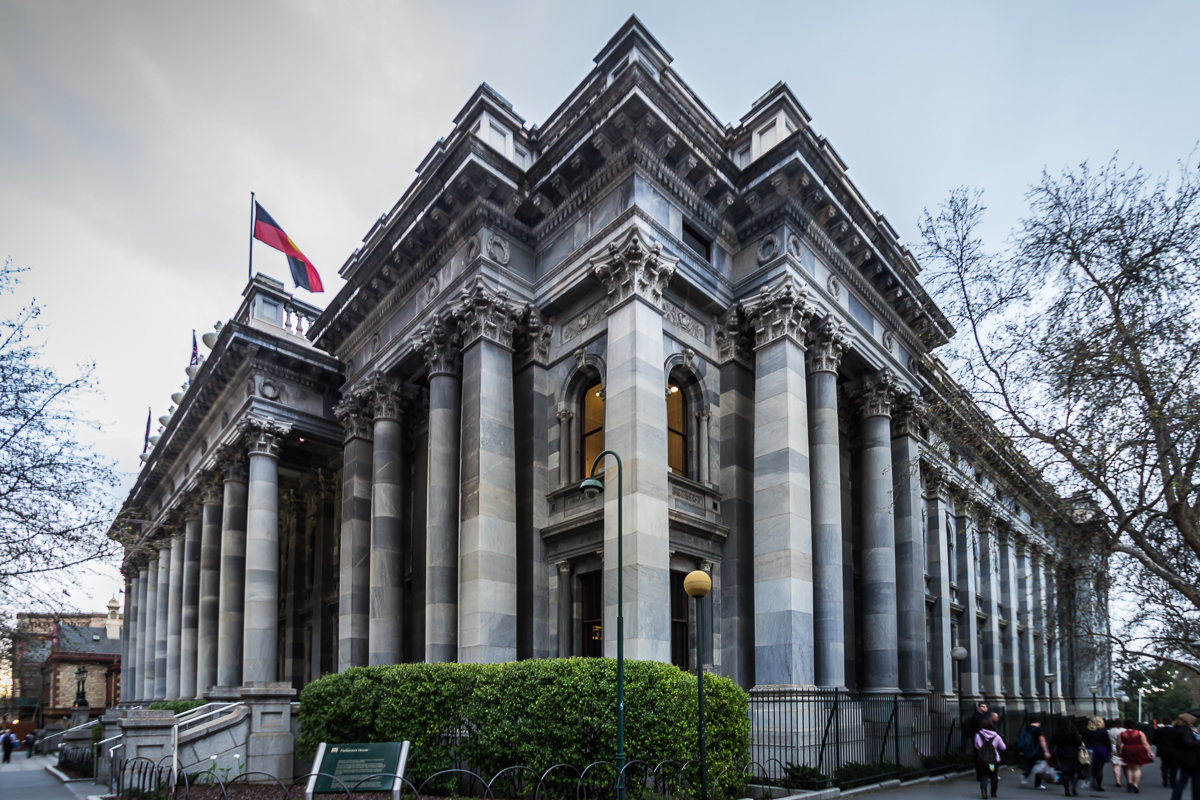
Le siège du Parlement d'Australie-Méridionale, sur North Terrace.

L'agglomération d'Adélaïde est divisée en dix-huit zones d'administration locale avec, notamment, en son centre, la ville d'Adélaïde, qui administre le centre-ville, North Adelaide et les parcs environnants. C'est la plus ancienne administration communale d'Australie qui a été créée en 1840, lorsque Adélaïde a été créée et son premier maire, James Hurtle Fisher, a été élu. Depuis 1919, la Ville a un Lord-maire, le maire actuel étant Michael Harbison.
Adélaïde est la capitale de l'Australie-Méridionale et abrite son gouvernement qui coopère activement avec la ville qui abrite plus des deux tiers des habitants de l’état. En 2006, a été créé le ministère de la Ville d'Adélaïde pour faciliter la collaboration du gouvernement avec le Conseil municipal d'Adélaïde et le maire et pour améliorer l'image d'Adélaïde. La commission parlementaire de la capitale est également impliquée dans la direction de la ville d'Adélaïde, s'occupant plus particulièrement du développement urbain et de la croissance de la ville.

## Démographie
| Pays de naissance | Population (2021) |
| ----------------- | ----------------- |
| Australie         | 953 200           |
| Angleterre        | 78 486            |
| Inde              | 42 933            |
| Chine             | 24 921            |
| Vietnam           | 16 564            |
| Italie            | 15 667            |
| Philippines       | 12 826            |
| Nouvelle-Zélande  | 10 238            |
| Écosse            | 9 381             |
| Malaisie          | 8 509             |
| Afghanistan       | 7 909             |
| Allemagne         | 7 680             |
| Grèce             | 7 590             |
| Népal             | 7 055             |
| Afrique du Sud    | 6 983             |
| Pakistan          | 5 432             |
| Iran              | 5 147             |

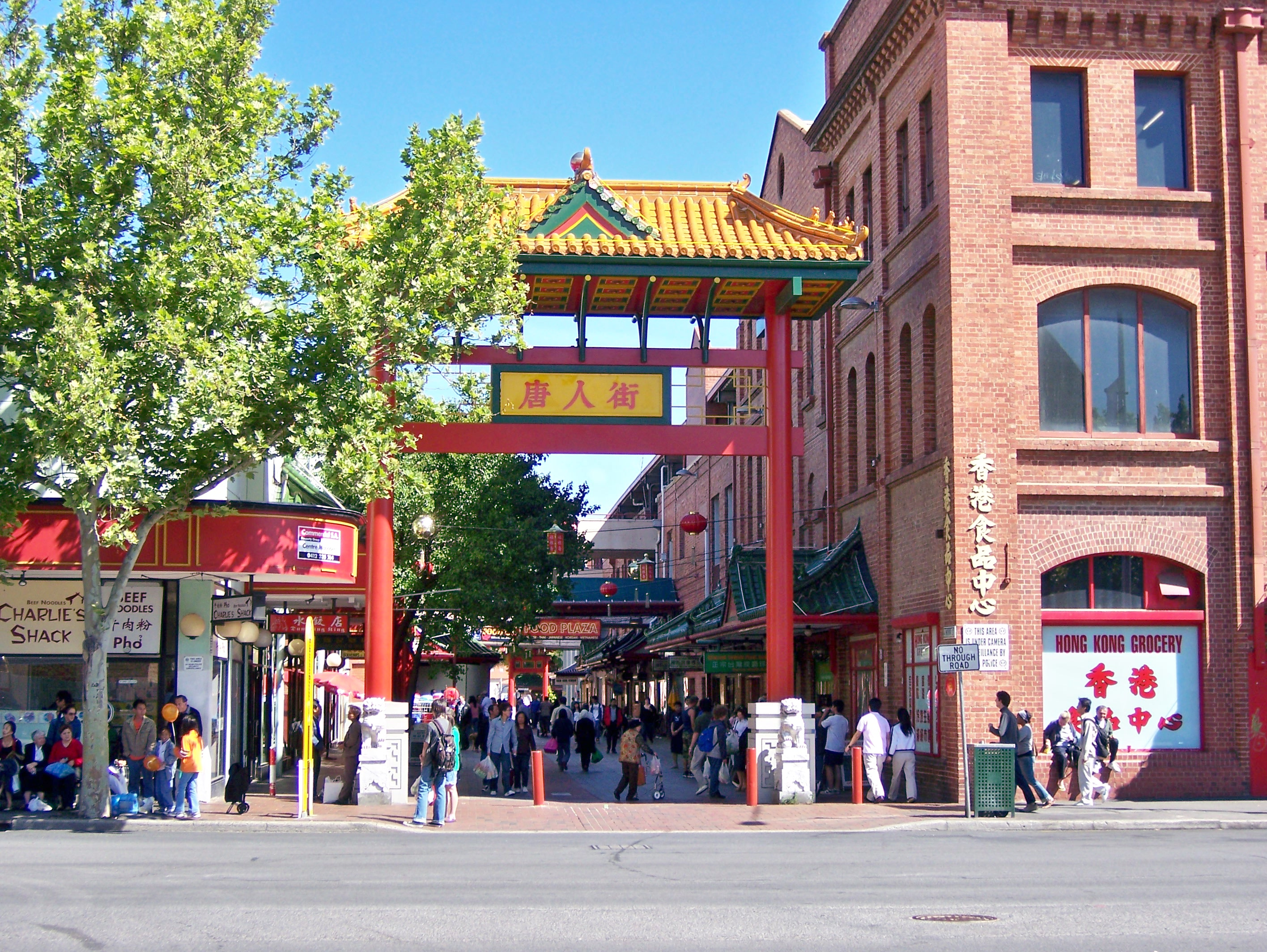
Le quartier de Chinatown à Adélaïde.

Au recensement de 2006, Adélaïde avait une population de 1 105 839 habitants, ce qui en fait la cinquième plus grande ville d'Australie. Durant la période 2002-2003, la population a augmenté de 0,6 %, alors que l'augmentation nationale était de 1,2 %. Quelque 70,3 % des habitants d'Australie-Méridionale habitent la région d'Adélaïde, ce qui fait de l'État l'un des plus centralisés. Les principales zones de croissance de la population au cours des dernières années se situent en grande banlieue, notamment les quartiers de Mawson Lakes et de Golden Grove. 341 227 habitants occupent des maisons individuelles, 54 826 des maisons jumelles et 49 327 des appartements.
Les quartiers résidentiels se situent en bord de mer (comme Brighton et Glenelg), dans la banlieue est (comme Wattle Park, Kensington Gardens, St. Peters, Medindie et College Park) et au sud-est du centre-ville (comme Waterfall Gully et Unley). Près d'un cinquième (17,9 %) de la population a un diplôme universitaire. Le nombre d'habitants ayant une qualification technique professionnelle a chuté de 62,1 % de la main-d'œuvre au recensement de 1991 à 52,4 % au recensement de 2001.
Plus de la moitié de la population s'identifie comme chrétienne, avec par ordre décroissant: catholiques (22,1 %), anglicans (14,0 %), protestants (8,4 %) et orthodoxes (3,8 %). Environ 24 % de la population n'a pas exprimé son appartenance religieuse, comparativement à la moyenne nationale de 18,7 %. Le grand nombre d'églises à Adélaïde a conduit à attribuer à la ville le surnom de "City of Churches" (la ville des églises).
Globalement, le vieillissement de la population d'Adélaïde est plus rapide que celui des autres villes australiennes. Un peu plus du quart (26,7 %) de la population d'Adélaïde est âgée de 55 ans ou plus, alors que la moyenne nationale est à 24,3 %. Adélaïde a la plus faible proportion d'enfants (de moins de 15 ans) : 17,8 % de la population, comparativement à la moyenne nationale : 19,8 %.
Les habitants d'Adélaïde nés à l'étranger représentent 23,7 % (262 367) de la population totale. La banlieue nord-ouest (quartiers de Woodville et Athol Park) et la proche banlieue proche ont un ratio plus élevé de résidents nés à l'étranger. Les cinq plus grands groupes de personnes nées outre-mer viennent d'Angleterre (7,3 %), d'Italie (1,9 %), d'Écosse (1,0 %), du Viêt Nam (0,9 %), et de Grèce (0,9 %). Les langues autres que l'anglais les plus utilisées sont l'italien (3,0 %), le grec (2,2 %), le vietnamien (1,2 %), le mandarin (0,8 %) et le cantonais (0,7 %).

## Économie
L'économie de la ville est principalement basée sur les industries de fabrication, de défense et la recherche, l'exportation et les industries de service correspondantes. La ville a de grandes zones d'entreprises de fabrication, pour l'industrie de la défense et la recherche. Elles abritent les usines de fabrication de voitures de General Motors Holden et des unités de production de systèmes électroniques qui sont vendus dans le monde entier pour des applications en médecine, dans les communications, la défense, l'automobile, les industries alimentaires (vin notamment) et autres industries de transformation. Les recettes de l'industrie électronique ont augmenté de plus de 15 % par an depuis 1990. L'industrie électronique emploie plus de 13 000 personnes, soit plus que l'industrie automobile. Près de la moitié de toutes les voitures produites en Australie sont fabriquées à Adélaïde. La multinationale de médias News Corporation a été créée et a eu son siège dans la ville jusqu'en 2004 qui est toujours considérée comme le siège "spirituel" du groupe par Rupert Murdoch. La plus grande compagnie pétrolière d'Australie, Santos (South Australia Northern Territory Oil Search), la célèbre brasserie Coopers, la principale société de commerce de détail Harris Scarfe et la deuxième plus grande société d'investissement australienne Argo Investments Limited ont leur siège à Adélaïde. La faillite de la Banque d'État en 1992 à la suite de hauts niveaux d'endettement de l'État (plus de 4 milliards de dollars australiens de pertes) a obligé les nouveaux gouvernements à adopter des budgets de crise et donc à réduire les dépenses, ce qui a été un revers pour la poursuite du développement de la ville et de l'État. La dette de l'État a été suffisamment réduite pour que l'État récupère une cote de crédit AAA +. L'économie de l'Australie-Méridionale, très étroitement liée à celle d'Adélaïde, présente toujours un excédent commercial et la croissance par habitant est plus élevée que celle de l'Australie dans son ensemble.

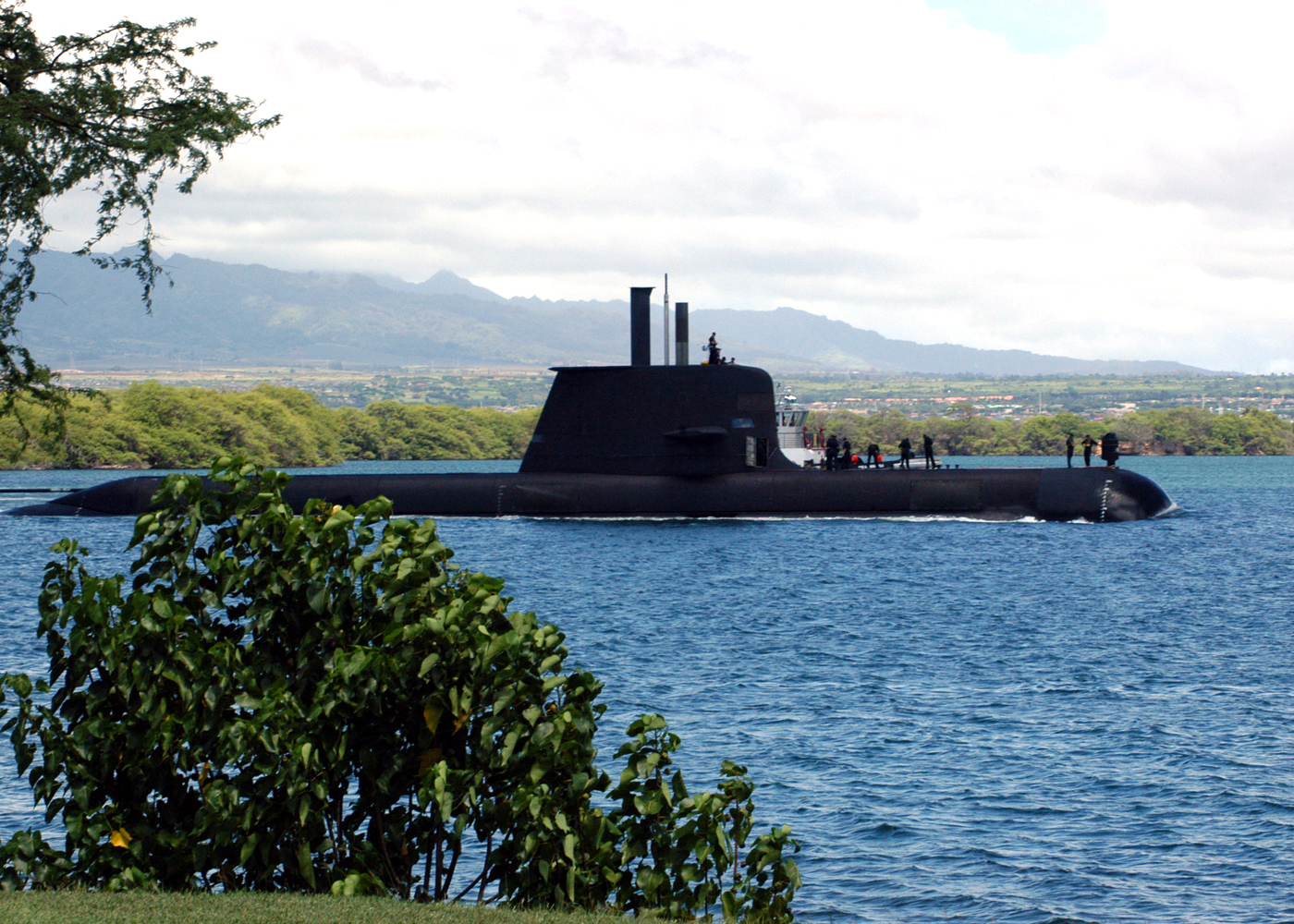
Le sous-marin DCNS Barracuda shortfin block 1A construit à Adélaïde.

### Industrie de défense
Adélaïde reste la ville retenue par le gouvernement australien, pour développer et héberger le sous-marin australien du futur (sous-marin Océanique classe 4 000 tonnes), en partenariat avec un industriel étranger référent dans son domaine (transfert de technologie).
Le géant français de la construction navale Naval Group a été retenu par le gouvernement (face aux Japonais et aux Allemands) pour développer et construire ce futur sous-marin, mais également moderniser les infrastructures de construction et de soutien pour cette flotte composée à terme de 12 plates-formes dérivée du type Barracuda français (le Shortfin Barracuda block 1A à propulsion non-nucléaire) pour une première mise en service en 2030. Ce projet est annulé à la suite de la crise des sous-marins australiens.

## Culture

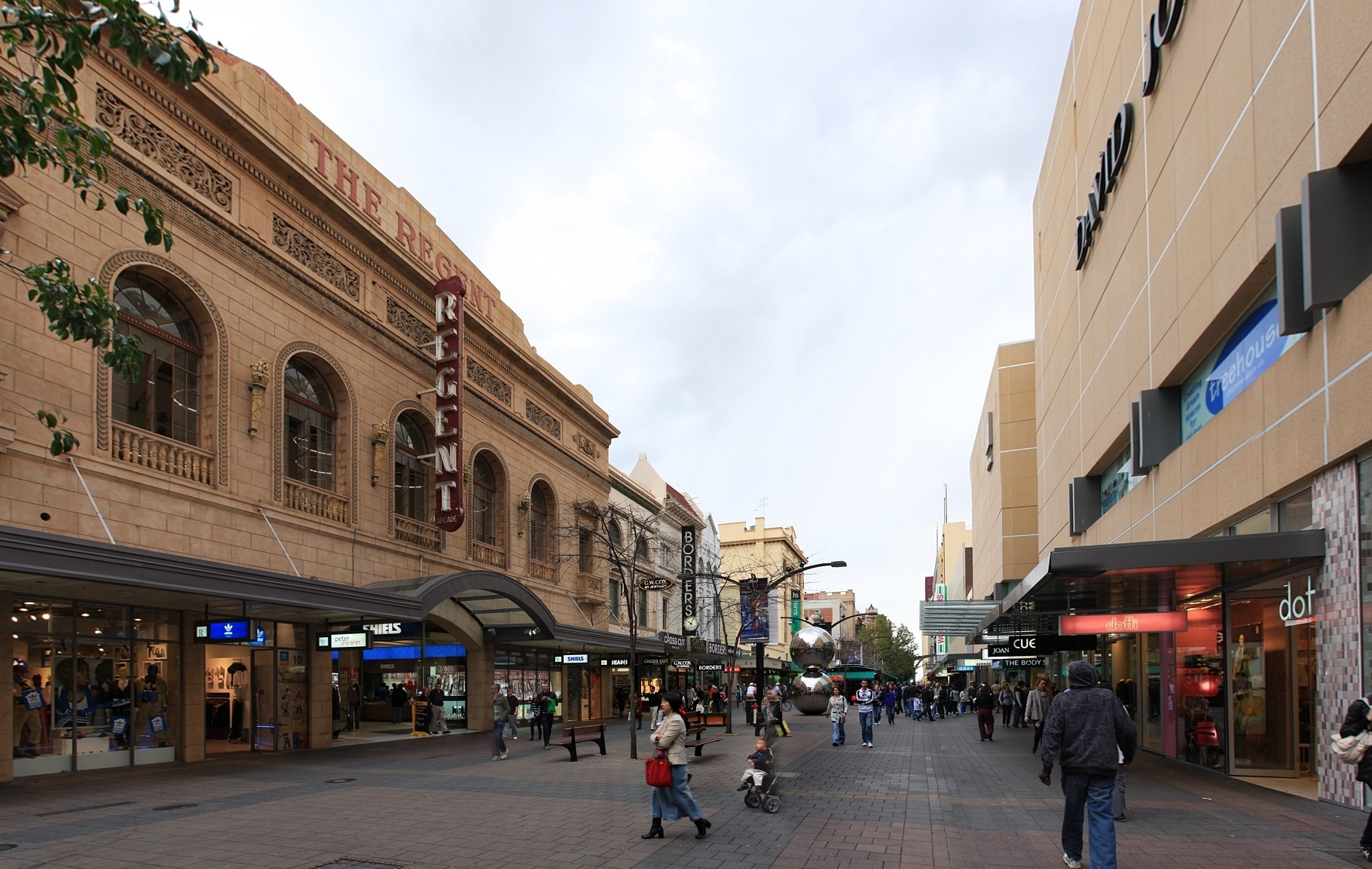
Rundle Mall.

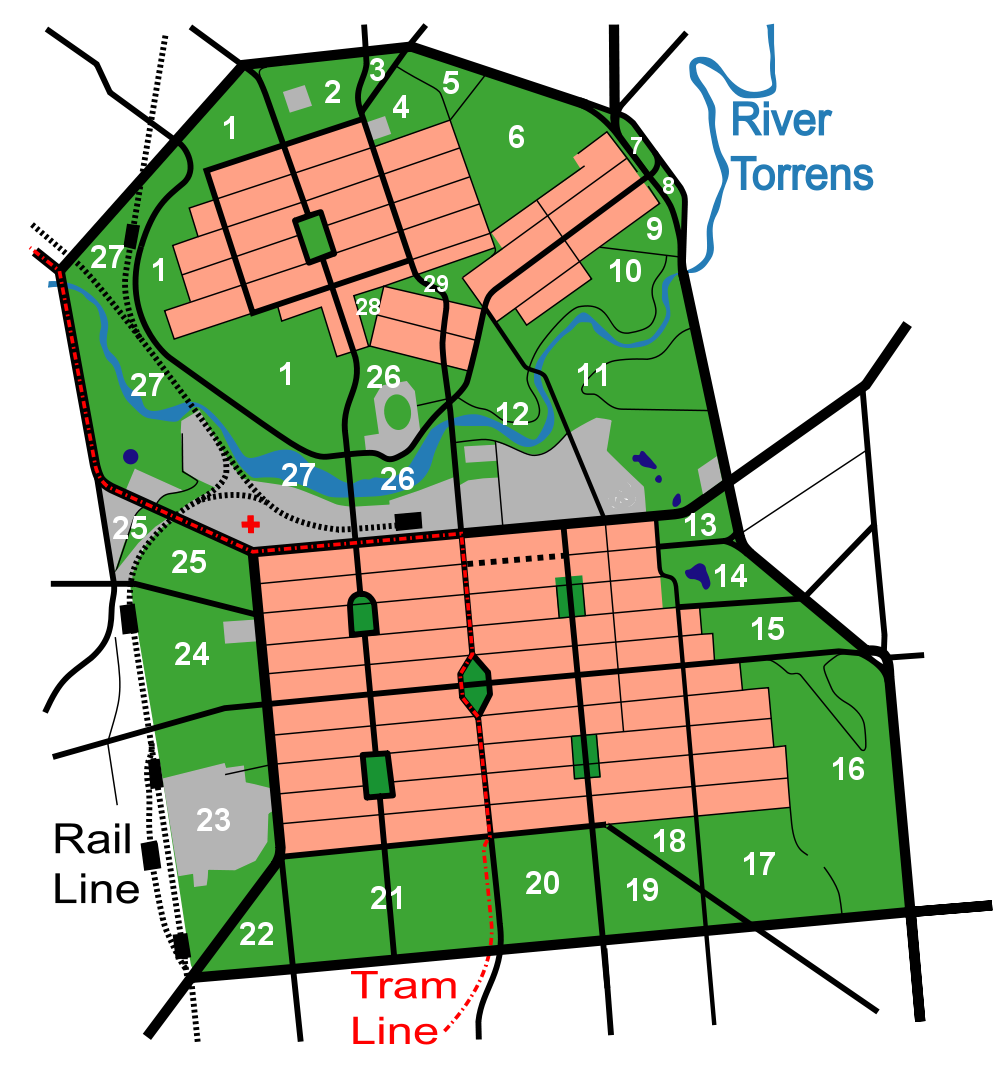
Plan de la ville d'Adélaïde.

Une culture méditerranéenne prédomine, avec brunch (déjeuner pris à 11h pour remplacer le petit déjeuner et le déjeuner) ou lunch (déjeuner) face à la mer à Henley Beach et Glenelg et déjeuner en terrasse pratiquement durant les douze mois de l'année. Adélaïde en elle-même est en fait un carré de 1 mile de côté, entouré de parcs (parklands), dans lesquels le colonel Colonel Light avait juré de n'y laisser bâtir aucune construction. ce qui est toujours valable aujourd' hui. Le reste de la zone urbaine d'Adélaïde est composé d'un patchwork de banlieues (suburbs), qui s'étalent sur 90 km de Seaford au sud à Smithfield au nord, et de 20 km d'ouest en est, jusqu'à la chaîne du Mont-Lofty (point culminant : mont Lofty, 727 m).
Les endroits à visiter sont sa rue commerçante (mall) Rundle Street, qui est encore le plus grand « mall » de l'hémisphère sud à ce jour[Quand ?], les bâtiments d'époque de North Terrace, et le quartier chic : le North Adelaide. Les habitants sont fiers  des grandes rues feuillues bordées d'édifices coloniaux ou d'immeubles plus récents, notamment des gratte-ciels construits à la fin des années 1970 et au début des années 1980, par exemple le Grenfell Centre de 103 m de haut terminé en 1975, le Telstra House de 104 m de haut terminé en 1987, ou encore le Westpac House de 132 m  de haut terminé un an plus tard en 1988, et qui reste la construction la plus haute.
On trouve à l'ouest de la ville des plages de sable blanc : Glenelg, Henley Beach. Il est de bon ton de goûter au fruit dont les Adelaideans (habitants d'Adélaïde) sont très fiers : le vin en particulier dans la Barossa Valley (au nord-est) mais aussi dans la MacLaren Vale (au sud). Il y a aussi les collines d'Adélaïde où on peut trouver beaucoup de petits vignobles. On peut également visiter Hahndorf, qui est une petite ville avec beaucoup de sites pour les touristes comme les galeries d'art et la boulangerie Kaffehouse.

On peut également y visiter l'église de la Sainte-Trinité (la Holy Trinity Church), une église bâtie en 1838, ainsi que l'église écossaise (la Scots Church) de North Terrace, l'une des premières églises d'Adélaïde. Le jardin botanique d'Adélaïde a la réputation d'être le plus beau d'Australie. Le musée d'art (Art Gallery) contient des pièces de l'époque coloniale et une collection de céramiques du Sud-est asiatique.

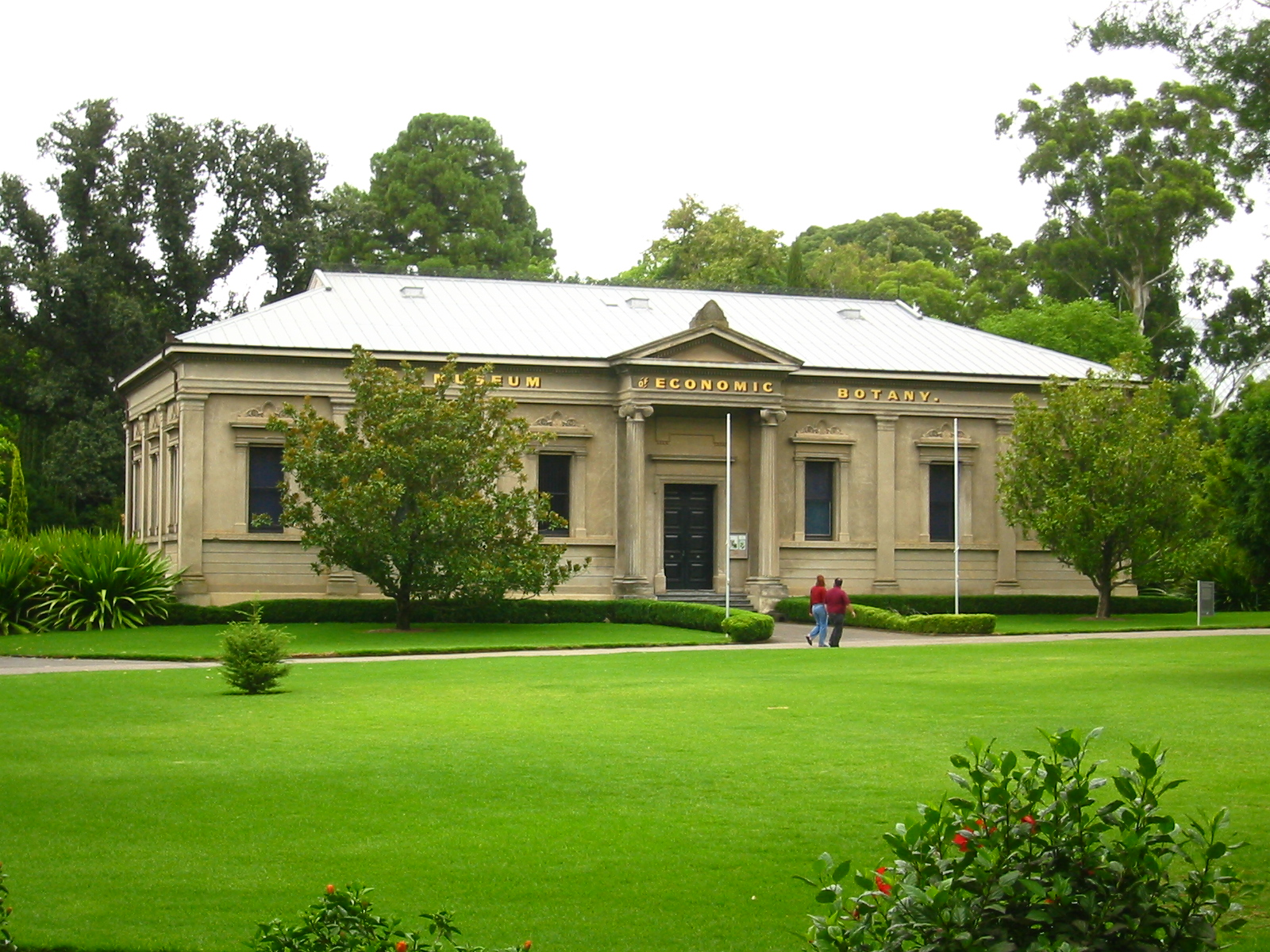
Le musée de la botanique économique.

Comme musées, on peut noter le musée d'Australie-Méridionale, incluant notamment une collection d'art et d'artisanat aborigène et mélanésien, le musée national d'Australie-Méridionale, et le musée des migrations d'Adélaïde.
Un important festival artistique, l'Adelaide Fringe, se tient tous les ans en février-mars à Adélaïde.
Adélaïde a accueilli le 82e congrès mondial d’espéranto en 1997, dont le thème était « Tolérance et justice dans une société multiculturelle ».

## Sports
- Adelaide Football Club (Football australien)
- Port Adelaide Football Club (Football australien)
- Adélaïde United Football Club (Football)
- Adelaide 36ers (Basket-ball)
- Adelaide Strikers (Cricket)

## Enseignement

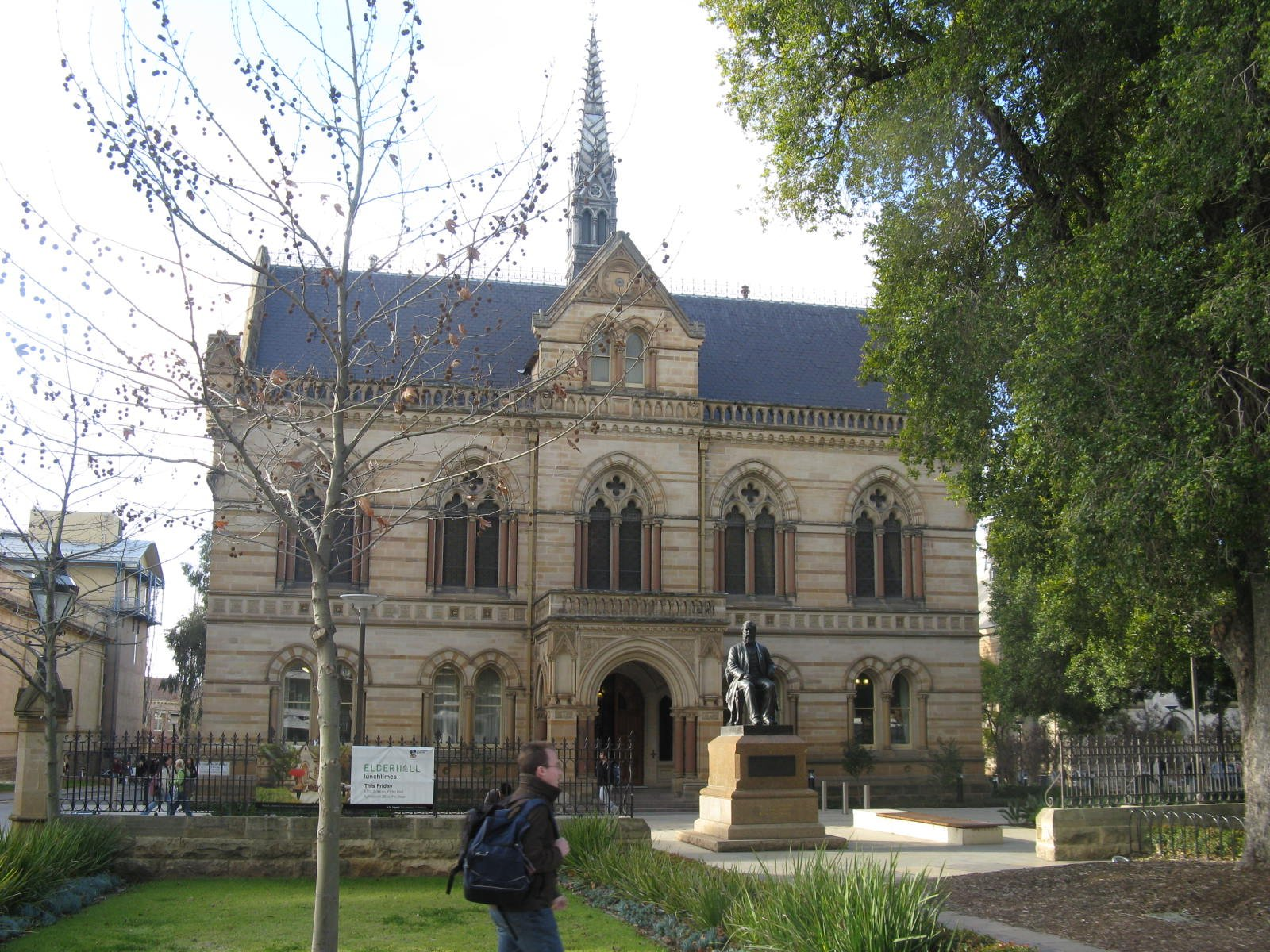
Le Mitchell Building, à l'université d'Adélaïde.

L'enseignement représente une part de plus en plus importante de l'économie de la ville, avec la volonté du gouvernement d'Australie-Méridionale et des établissements d'enseignement de tenter de faire d'Adélaïde « le centre de l'Australie en matière d'éducation » et de vendre la ville en tant que Ville de l'érudition - « Learning City » -. Le nombre d'étudiants étrangers à Adélaïde augmente rapidement ces dernières années pour atteindre 23 300 dont 2 380 sont des élèves du secondaire. En plus des institutions existantes, les institutions étrangères sont incitées à créer des campus dans le but d'accroître l'attrait de la ville en tant que centre d'enseignement.

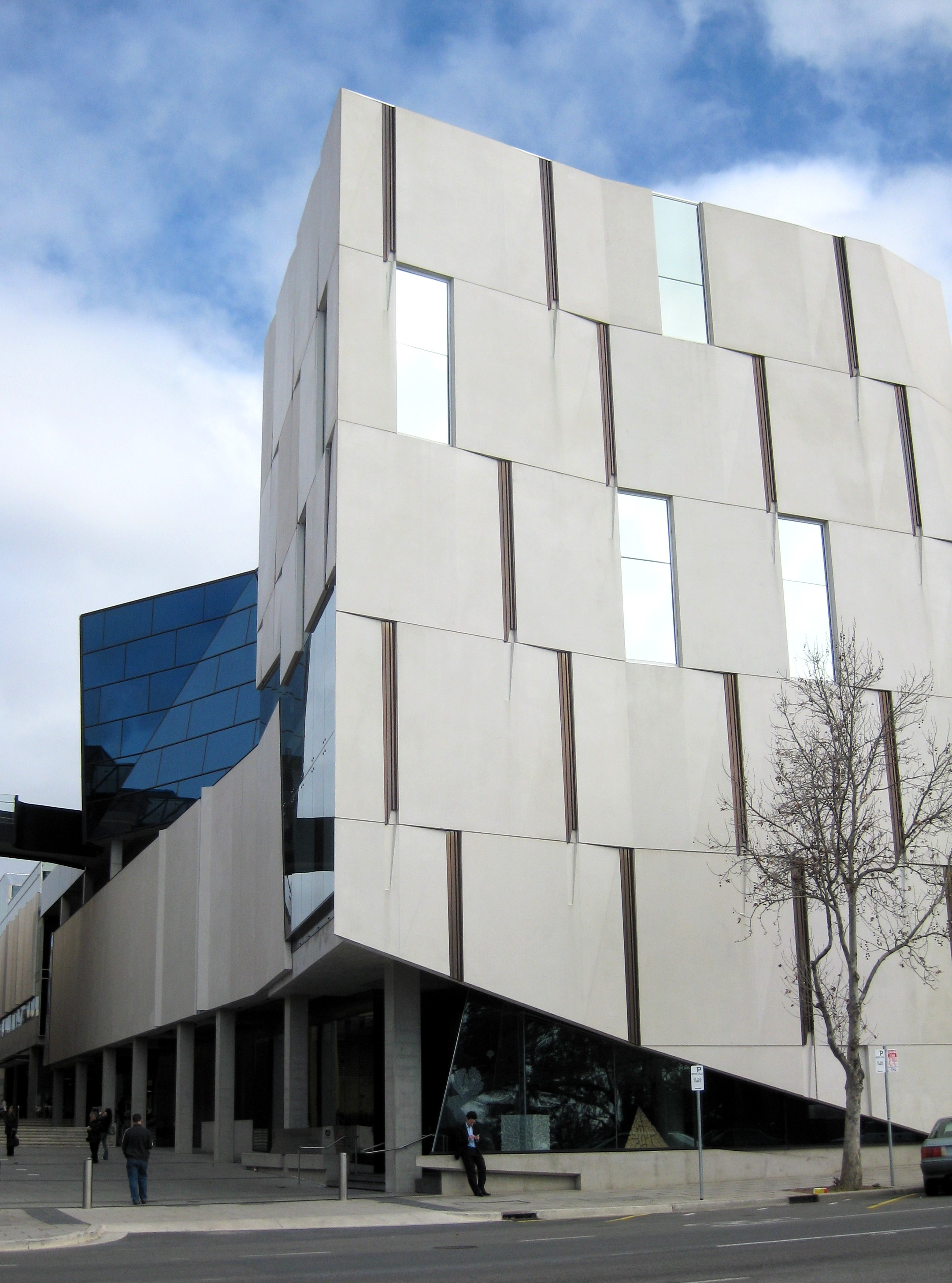
Le Hawke Building, partie de l'université d'Australie-Méridionale.

Le système d'enseignement supérieur à Adélaïde est vaste. Il existe plusieurs instituts de formation professionnelle à travers la ville. En outre, il existe trois universités publiques et deux privées, toutes classées dans le top 400 mondial par le magazine Times Higher Education, (anciennement The Times Higher Education Supplement. L'université d'Adélaïde, avec 20 478 étudiants, est la troisième plus vieille université d'Australie et un des principaux membres du Groupe des Huit. Elle possède cinq campus dans l'ensemble de l'État, dont deux dans le centre-ville, et a également un campus à Singapour. L'université d'Australie-Méridionale, avec 36 000 étudiants, dispose de deux campus sur North Terrace, trois autres campus dans la métropole et deux campus hors ville, l'un à Whyalla, l'autre à Mount Gambier. L'université Flinders, avec ses 16 237 étudiants, est située dans la banlieue sud, à Bedford Park, à côté du Centre Médical Flinders.
L'université Carnegie-Mellon est la première université étrangère à s'être installée en Australie où elle a créé deux campus universitaires de troisième cycle dans le centre-ville en 2006 : le Heinz College Australia à Victoria Square et l'Entertainment Technology Centre à Light Square. L'université de Cranfield suit en 2007 et met en place un campus de troisième à Victoria Square à côté du Heinz College. Une autre institution de premier plan, l'University College de Londres, créée en 2009 son premier campus à côté des universités Carnegie-Mellon et de Cranfield, avec début des cours de troisième cycle en 2010.
La Royal Institution de Grande-Bretagne, avec ses deux cents ans d'âge va aussi créer son homologue australienne à Adélaïde, qui ouvre officiellement en 2009.
Au niveau de l'enseignement primaire et secondaire, il existe deux systèmes d'enseignement scolaire. Il existe un système public géré par le gouvernement et un système privé d'écoles indépendantes ou catholiques. Toutes les écoles dispensent un enseignement dans le cadre du South Australian Certificate of Education (SACE), ou, dans une moindre mesure, du baccalauréat international -International Baccalaureate (IB) -, avec Adélaïde ayant le plus grand nombre de d'écoles préparant au baccalauréat international d'Australie. Une école remarquable est l'école secondaire St Peter College, qui a formé plus de prix Nobel que n'importe quelle autre école en Australie et qui, au niveau international, est troisième ex æquo derrière les Bronx High School of Science et Stuyvesant High School de New York.

## Transport

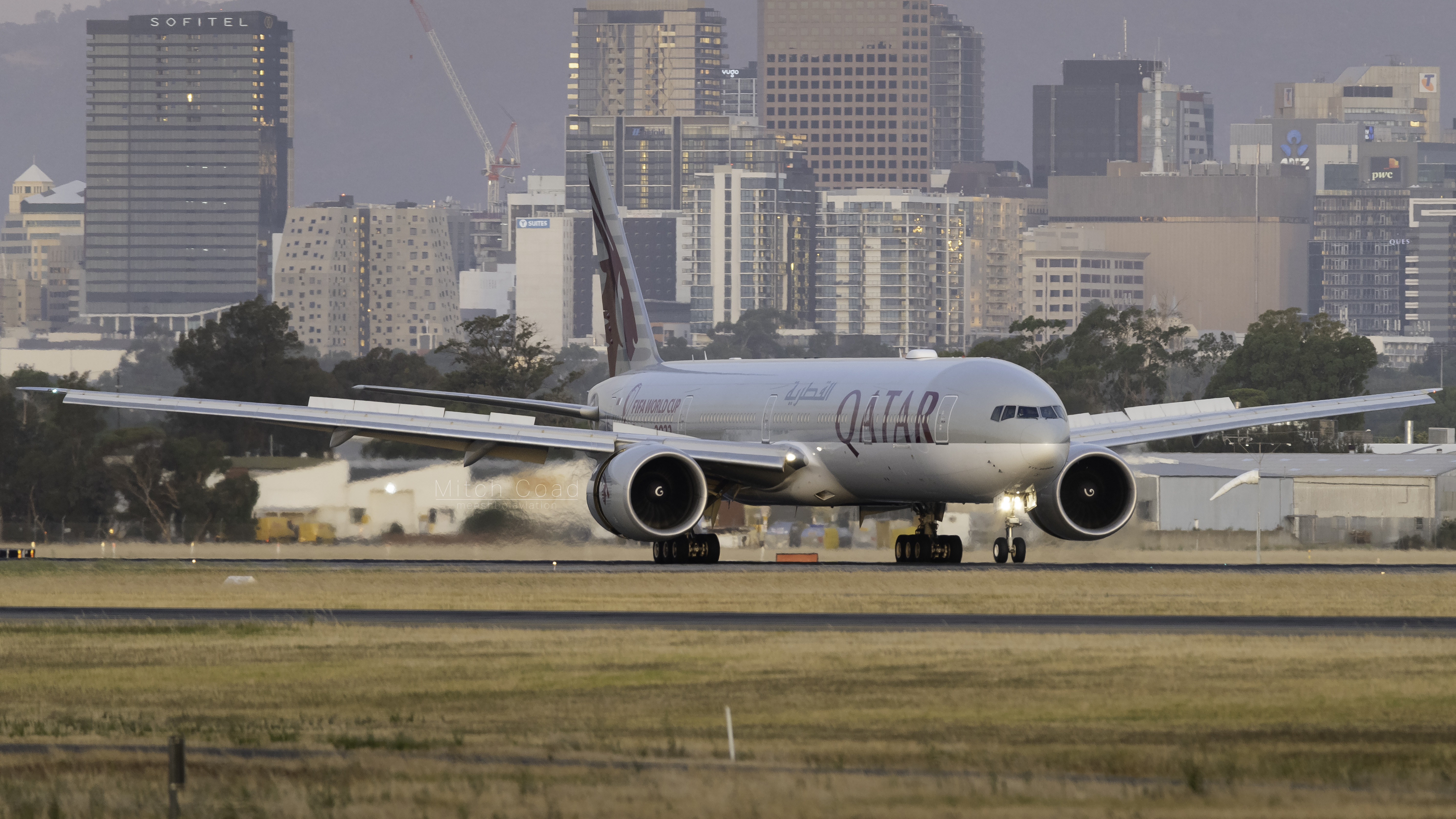
Aéroport international.

Adélaïde dispose d'un aéroport international (code AITA : ADL), d'un port (Port Adélaïde), et des réseaux routiers et ferroviaires pour rejoindre les autres grandes villes du continent.
Enfin, Adélaïde est réputée être le point de départ pour des expéditions vers Kangaroo Island, à 130 km au sud, et dans le désert (Outback), plus loin vers le nord. Prenez le Ghan, qui vous mène jusqu'à Darwin, ou l'Indian Pacific jusqu'à Perth. Port Augusta, à quelque 300 km au nord, sera la porte de l'Outback par la route. Un peu plus au nord, on trouve une région montagneuse, Flinders Ranges, dont le point culminant St Mary's Peak est à 1 188 m.

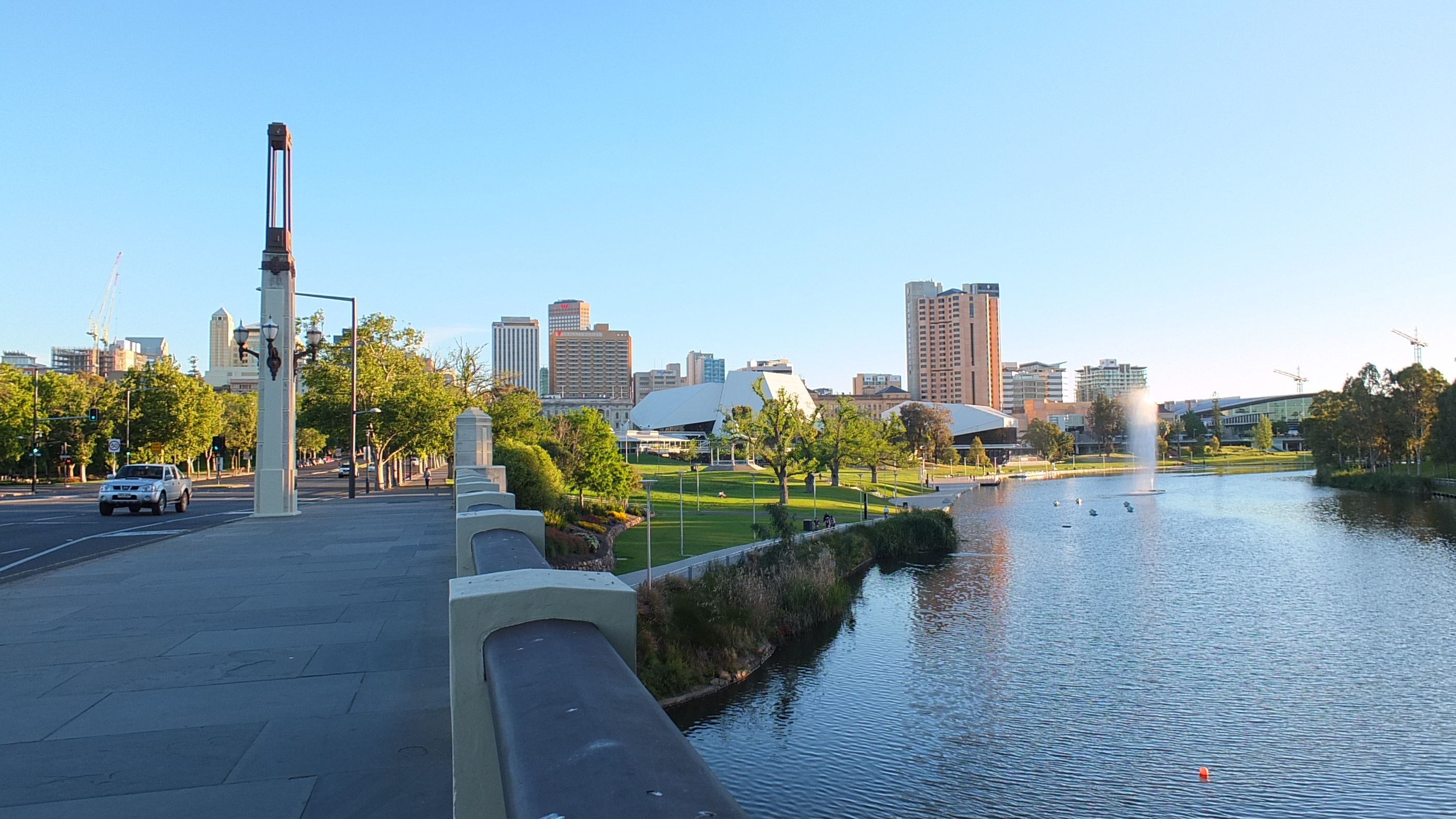
Vue du centre et de la rivière Torrens.

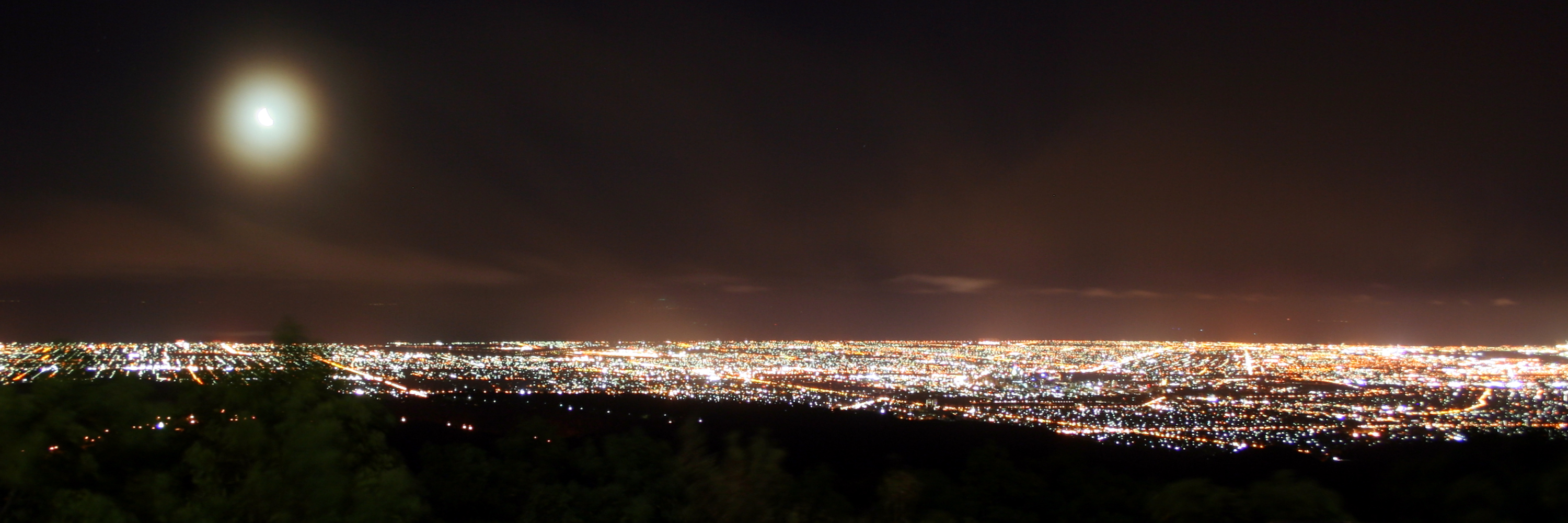
Adélaïde vue de nuit du sommet du mont Lofty.

## Personnages célèbres
- Hilltop Hoods, groupe de hip-hop.
- Lucy Guerin, danseuse et chorégraphe.
- Sir Donald Bradman, joueur de cricket (mort à Adélaïde en 2003).
- J. M. Coetzee, romancier.
- Craig Jones, pratiquant de jiu-jitsu brésilien.
- Alexander Downer, ministre des affaires étrangères d'Australie de mars 1996 à décembre 2007.
- Sia Furler, chanteuse.
- Marieke Guehrer, nageuse.
- Micky Green, mannequin et chanteuse.
- Antony Hamilton, acteur américain.
- Josh Helman, acteur.
- Sir Robert Helpmann, danseur (il a fait ses études dans cette ville).
- Lleyton Hewitt, joueur de tennis.
- Anthony La Paglia, acteur.
- Helen Mayo, femme médecin.
- Rupert Murdoch (News Corporation est fondé à Adélaïde par la famille Murdoch).
- Teresa Palmer, actrice.
- Orianthi Panagaris, guitariste professionnelle et chanteuse.
- Margaret Preston, peintre moderniste.
- John Temple Sagar (1835-1872), marchand à Adélaïde puis ministre du commerce et des affaires étrangères dans le premier gouvernement des Fidji.
- Jeffrey Smart, peintre.
- Dichen Lachman, actrice australo-népalaise, née à Katmandou au Népal, elle s'est installée à Adélaïde durant son enfance.
- Guy Sebastian, chanteur et compositeur australo-malaisien, né à Kelang en Malaisie, il s'est installé à Adélaïde durant son enfance.
- Adam Scott, golfeur.
- Ghil'ad Zuckermann, linguiste.
- Rhea Ripley, catcheuse à la WWE.
- Muriel Matters, suffragette, conférencière, journaliste, éducatrice, qui fait la promotion de la pédagogie Montessori en 1922.
- Albert Lance, ténor (1925-2013).
- Andrew Oates (1969-), biologiste du développement et un embryologiste australien et britannique.

## Jumelages
- George Town (Malaisie) depuis 1973
- Himeji (Japon) depuis 1982
- Austin (États-Unis) depuis 1983
- Malmö (Suède) depuis 1988
- Ferrol (Espagne) depuis 2008
- Christchurch (Nouvelle-Zélande)